# Westlife
Westlife (транскр.  Вестлајф) је ирски бој бенд. Основали су га Луис Волш и Сајмон Кауел 1998. године. Групу тренутно чине Шејн Фајлан, Марк Фихили, Кијан Иган и Ники Бирн. Најпознатије песме групе су If I Let You Go, Swear It Again и Flying Without Wings, а прославила их је и прерада песме Uptown Girl. Два пута су освајали Награде Брит.

## Дискографија
- Westlife (1999)
- Coast to Coast (2000)
- World of Our Own (2001)
- Turnaround (2003)
- Allow Us to Be Frank (2004)
- Face to Face (2005)
- The Love Album (2006)
- Back Home (2007)
- Where We Are (2009)
- Gravity (2010)
- Spectrum (2019)